# Ginnastica ritmica ai XVIII Giochi del Mediterraneo
Le competizioni di ginnastica ritmica ai XVIII Giochi del Mediterraneo si sono svolte dal 29 al 30 giugno 2018 presso il Pabellón Olímpico di Reus, in Spagna. Il programma ha previsto lo svolgimento del solo concorso individuale femminile.

## Calendario
Il calendario delle gare è stato il seguente:
| ● | Competizioni | ● | Finali |

| Giugno/Luglio |    |    |    |    |    |    |    |    |    |
| 22            | 23 | 24 | 25 | 26 | 27 | 28 | 29 | 30 | 1º |
|               |    |    |    |    |    |    | ●  | 1  |    |

## Partecipanti
Hanno partecipato alla competizione 25 ginnaste provenienti da 11 distinte nazioni.
- Andorra (3)
- Bosnia ed Erzegovina (3)
- Cipro (3)
- Egitto (2)
- Spagna (2)
- Grecia (2)
- Italia (3)
- Portogallo (2)
- Slovenia (2)
- Serbia (1)
- Turchia (3)

## Podi

### Donne
| Evento             | Oro                      | Punteggio | Argento         | Punteggio | Bronzo             | Punteggio |
| Ginnastica ritmica |                          |           |                 |           |                    |           |
| Individuale        | Alexandra Agiurgiuculese | 71.150    | Elenī Kelaïditī | 70.750    | Milena Baldassarri | 70.650    |

## Medagliere
| Posizione | Paese  | Oro | Argento | Bronzo | Totale |
| --------- | ------ | --- | ------- | ------ | ------ |
| 1         | Italia | 1   | 0       | 1      | 2      |
| 2         | Grecia | 0   | 1       | 0      | 1      |
| Totale    | Totale | 1   | 1       | 1      | 3      |